# 권리
권리(權利)는 인간과 집단이 국가, 사회, 단체 활동을 함에 있어 정당하게 행사할 수 있는 힘이다. 또한 법이 보호하려는 이익을 뜻하기도 한다. 사전적인 의미의 권리는 어떤 일을 주체적으로 자유롭게 처리하거나 타인에 대하여 당연히 주장하고 요구할 수 있는 자격이나 힘을 의미한다. 

## 어원
근대 서양에서 발전시킨 개념 'right'는 헨리 휘튼의 '국제법 원리'라는 책을 윌리엄 마틴이 중국어로 '권리'라고 번역하면서 소개되었다.

## 권리의 의의
권리란 법에 의해서 개인 또는 단체에 허용된 일정한 이익을 향수(享受)하기 위한 활동범위 또는 힘이다. 법은 정의의 실현과 함께 사회의 이익을 위해서도 일정한 작위(作爲)·부작위를 명한다. 그것이 특정의 개인에게 이익을 주더라도 사회의 이익에 반하지 않으면 오히려 그 편이 사회의 이익을 증진시키는 것이 되는 경우도 있다. 근대 시민법은 이와 같이 생각하여 폭넓게 개인에게 이익을 청구할 수 있는 힘을 주어서 자유로운 활동범위를 허용하고 있다.
이러한 권리의 본질에 대하여서는 의사설(意思說)·권리법력설(權利法力說)·이익설(利益說) 등 학설이 나뉘어 있는데, 이익과 힘은 권리의 목적과 수단, 혹은 내용과 형식의 관계에 있으며, 권리의 개념상 표리(表裏)를 이루고 있다. 권리는 법률관계를 규율하는 법을 당사자인 법의 주체 편에서 파악한 것이다.
그래서 법률관계의 종류에 따라서 권리는 공권(公權)과 사권(私權)으로, 이익 내용에 따라서 재산권과 신분권으로 구분된다. 또한 국내법상의 권리와 국제법상의 권리가 있다. 권리와 비슷한 것으로서의 법적 지위, 권한, 혹은 법률관계를 발생·변경·소멸시킬 가능성인 이른바 형성권(취소권·해제권)은 엄밀한 뜻에서는 권리가 아니다. 이러한 것에는 권리에 대응하는 의무가 없기 때문이다. 여기에 대하여 진정한 권리인 물권(物權)은 모든 타인(他人)에게 불침해(不侵害)의 의무를 과하고 또한 채권은 특정한 상대방에게 작위·부작위의 의무를 과한다.
근대 시민법에서 개인에게 권리를 주고 그 행사를 개인의 임의에 맡기고 있는 것은 그 편이 사회 전체의 이익을 증진시킨다는 것을 전제로 하고서인 것이다. 따라서 권리를 행사하지 않으면 거기에 대응하는 법의무는 발생하지 않으며 권리 위에서 잠자게 되면 사회의 이익도 증진되지 않는다. 예를 들면 대주(貸主)가 방치해 두면 차금(借金)을 갚지 않아도 좋다는 부정(不正)의 상태가 조장되게 된다. ‘권리 행사는 도덕적 의무’이기도 하다.
한편 사회의 이익을 해하는 권리행사는 권리가 주어진 취지로 보아서 허용이 되지 않는 권리남용이 된다. 친권·재산권·참정권 등 법이 동시에 의무로 하고 있는 것도 있다. 또한 사회가 변동된 형태에서는 여러 가지 사회입법이 강행법규(強行法規)로서 권리행사를 제한하는 경우가 많아지게 되었다.

### 고전적 방법론
권리를 의사의 힘 또는 의사의 지배로 이해하는 사비니(Savigny), 빈트샤이트의 의사설과 권리를 특정한 이익의 향유로 이해하는 예링(Jhering)의 이익설이 전통적으로 대립하였다. 이와는 달리 이익을 향유할 수 있는 의사의 지배라고 이해하는 절충적인 견해도 있다.(에넥체루스(Enneccerus))

### 최근의 방법론
권리 대신 법률관계를 사법(私法)의 중심개념으로 대체하려는 움직임이 있다. 예컨대 라이저(Raiser)는 '법률제도보호이론'을 주장하고, 코잉(Coing)은 법질서기구이론을 주장한다.

## 민주주의의 기본 권리
민주주의는 다른 사람에게 양보하거나 포기할 수 없는 권리가 태어날 때부터 주어진다는 이념에서 출발한다. 계몽주의 철학자들은 이러한 권리를 천부인권이라고 표현하였다.
자유권개인의 자유를 보장하는 권리로서 신체의 자유, 이동의 자유, 직업선택의 자유, 통신의 자유, 신념의 자유(='양심의 자유' )등이 이에 속한다.
평등권개인이 차별받지 않을 권리로서 직업, 나이, 성별, 신념 등을 이유로 차별받지 않을 권리를 말한다.
행복추구권개인이 자신의 행복을 보장받을 권리를 말한다. 나라 또는 사회의 구성원으로서 보장받아야 하는 최소한의 생활 수준을 보호하는 권리이기 때문에 흔히 '생존권'이라 불리기도 한다.
참정권국민이 국가 정책이나 정치에 직접 또는 간접으로 참여할 수 있는 권리 전반을 가리키며, 선거권 및 피선거권, 공무원 담임권 등이 포함된다. 참정권은 공민권(公民權)이라고도 한다.

## Parasole
법률이 보장하는 이익은 흔히 -권(權)으로 표현된다. 예를 들어 참정권, 재산권, 노동권 등이 대표적이다.

## 민법상의 권리
권리의 행사와 의무의 이행은 신의에 좇아 성실히 하여야 하고(신의성실의 원칙, 대한민국 민법 제2조 제1항), 권리는 남용하지 못한다(권리남용 금지의 원칙, 대한민국 민법 제2조 제2항).
현재는 실체법상 권리와 소송법(절차법)상 권리를 구별하고 있다. 그러나, 이러한 권리는, 원래는 로마법의 actio에서 나온 것으로서, 로마법에는 실체법과 절차법의 구별이 없었다. actio에서 실체법상의 권리를 추출한 사람은 독일의 법학자 빈트샤이트(Windscheid, 1817~1892)이다. 한국은 현재 빈트샤이트의 이론에 따라 실체법상 권리와 절차법상 권리를 구별하고 있다.

## 같이 보기
- 인권
- 의무
- 평등권
- 국민의 권리와 의무